# Lucha de gigantes (documental)
Lucha de gigantes es un documental del realizador italo-argentino Hernán Zin, estrenado en 2018.
El guion es del mismo Hernán Zin sobre una idea original de Emilio Aragón que produjo el filme. El documental contó con la colaboración de la ONG Acción contra el Hambre que editó en paralelo un disco solidario con el mismo título, que treinta y un años después del tema homónimo del compositor Antonio Vega, rinde homenaje a todos los gigantes que libran una lucha contra el hambre en todo el mundo.
Intervienen en el documental la periodista Àngels Barceló, el escritor y periodista Martín Caparrós y el catedrático José Esquinas.

## Sinopsis
El documental pretende poner voz y rostro a las personas que, en el mundo entero, luchan contra el hambre y sus consecuencias. Son los "gigantes" a los que alude el título. Identificados por los equipos de Acción Contra el Hambre y fotoperiodistas expertos, cuentan su lucha a través de teléfonos móviles, sin intermediarios ni filtros.